# Maritime Union of Australia
Maritime Union of Australia (MUA) är en australisk fackförening för hamnarbetare med omkring 13 000 medlemmar. Den grundades 1993 efter en sammanslagning av Seamen's Union of Australia och Waterside Workers Federation.